# Metamatematyka
Metamatematyka (lub meta-matematyka) – bardzo rygorystyczne badanie podstaw matematyki i pewnych aspektów logiki matematycznej z użyciem zaawansowanych środków samej matematyki. Jedną z istotnych jej cech jest rozróżnienie między rozumowaniami prowadzonymi wewnątrz danej sformalizowanej teorii aksjomatycznej a rozumowaniami prowadzonymi na zewnątrz niej.
W powstaniu metamatematyki, która wyodrębniła się jako dział badań nad podstawami matematyki, kluczową rolę odegrali David Hilbert, Kurt Gödel i Alfred Tarski.
Do zagadnień metamatematyki należy analizowanie takich własności teorii aksjomatycznych, jak niesprzeczność, rozstrzygalność, modele, interpretacje jednej teorii w drugiej. Główne tradycyjne gałęzie metamatematyki to:
- badanie aksjomatycznych systemów teorii mnogości,
- teoria dowodu,
- teoria modeli,
- teoria rekursji.